# Georges Rouault
Georges Henri Rouault, född 27 maj 1871 i Paris, död 13 februari 1958 i samma stad, var en fransk bildkonstnär förknippad med fauvismen.

## Biografi
Georges Rouault gick i lära hos en glasmålare på 1890-talet. Samtidigt studerade han vid École des Beaux-Arts för bland andra Gustave Moreau. Där lärde han känna Henri Matisse och flera andra som så småningom skulle bli en del av fauvismen. Han medverkade på deras första banbrytande utställning i november 1905 på Salon d'Automne i Paris, och därefter på flera andra. Vad gäller motiv intog Rouault en solitär hållning, med expressiva, socialt engagerade målningar av prostituerade, brottslingar, domare etc.
Från omkring 1912 blev religiösa motiv vanligare, och kristusgestalten central. Rouault målade med glödande färger, tjockt pålagda och med kraftiga svarta konturlinjer, en teknik som anknyter till medeltida glasmålning. Religiös intensitet präglar även hans grafik, bland annat etsningsserien Miserere.
I juli 1937 beslagtog propagandaministeriet i Nazityskland vad som fanns av Georges Rouault på tyska museer, därför att hans verk definierades som entartete Kunst och det fick inte längre förekomma offentligt i landet. 2 oljemålningar av honom, 6 grafiska blad och 1 akvarell fördes till Schloss Schönhausens värdedepå för värdering och vidare försäljning utomlands. Akvarellen och målningarna såldes till ett galleri i Paris, grafiken förvärvades av konsthandlaren Karl Buchholz och fördes över till hans galleri i New York 1941.

## Galleri

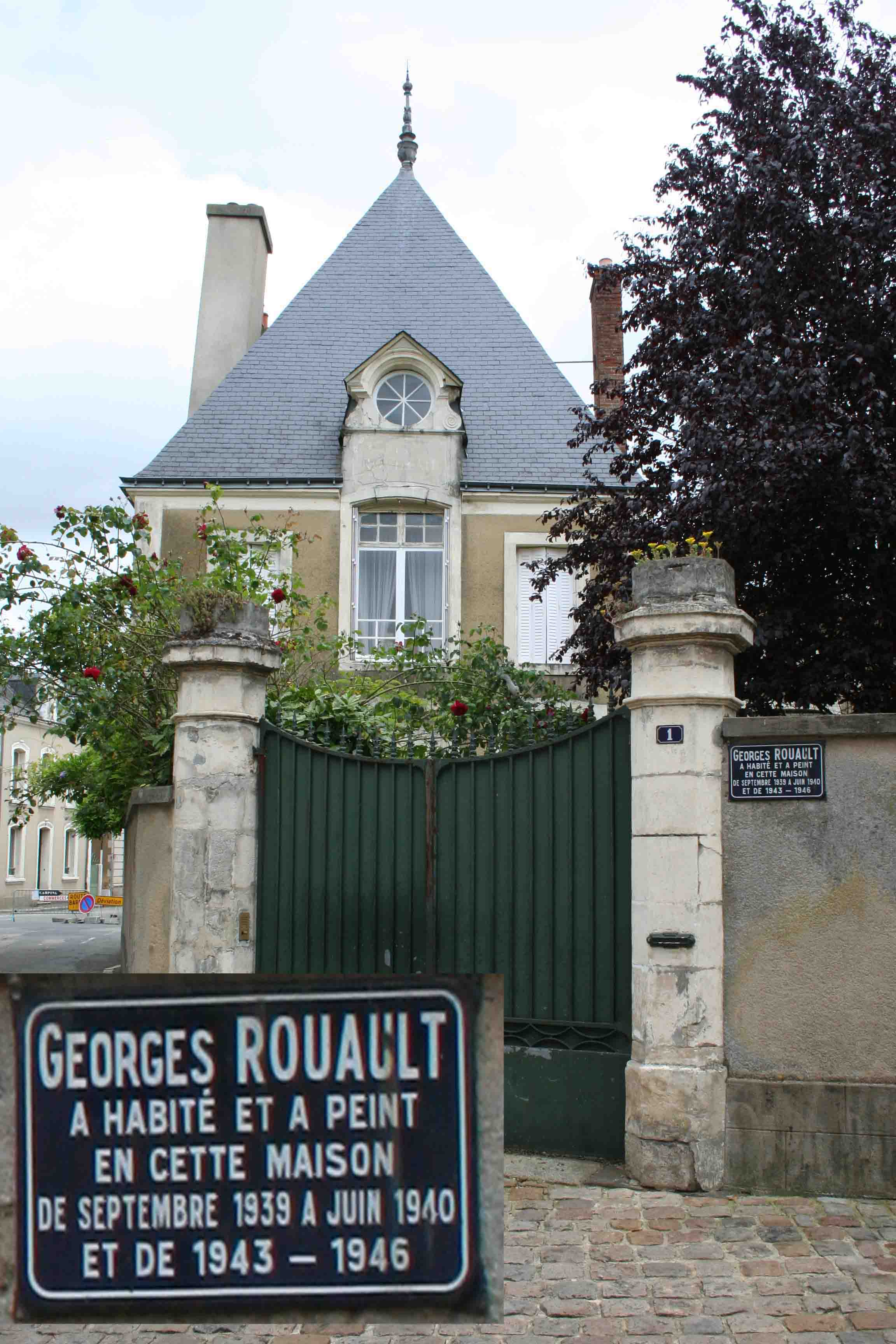
Georges Rouault bodde och målade här några år.